# 黃子明 (企業家)
黃子明（1919年—2003年6月），是泰國及香港企業家，香港兩間上市公司的創辦人，原籍廣東省普寧市流沙鎮馬柵村，中國出生。

## 生平
年青時代到泰國工作，26歲與朋友合資在曼谷創立通城錶行。1960年代，業務發展至香港，成立寶光實業，代理精工錶。1970年代，開始代工生產瑞士名錶鐵達時及寶路華。另外又成立華基泰代理銷售德國品牌彪馬及意大利Lotto運動鞋等。在1972年及1988年，以上兩間公司在香港成為上市公司。在1985年及1988年分別成立零售連鎖店時間廊及眼鏡88。在1991及1992年，黃子明也把從事泰國地產業的泰華榮（BTS集團控股前身）及曼谷置地兩間公司在泰國上市。在黃子明的黃金年代，他控有上市公司總共有4家，總市值達600億港元。
黃子明於2003年6月因心臟病離世。

## 家族
黃子明的父親黃邦賢於1928年移民到泰國。 黃子明的妻子是莊麗華，兩人育有六子五女，六個兒子名叫：
- 黃創保 （Anant Kanjanapas）-已故

```
  後代 -Paul Kanchanapas（子）——
曼谷置地（大眾）有限公司
董事兼總經理
  後代 -Peter Kanchanapas（子）——
IMPACT展覽管理有限公司
總經理
```

- 黃創江
- 黃創山 (現時為泰國曼谷大眾運輸系統的控股人，也是泰國BTS集團控股有限公司主席)
- 黃創增 (現為上市公司寶光實業，港交所：0084集團主席及眼鏡88集團主席)
- 黃創志
- 黃創華

香港大學有明華綜合大樓，包括黃子明樓與黃莊麗華樓。

## 相關
- 黃創光：黃子明的姪兒